# Філіпе Рамуш
Філіпе Рамуш (порт. Filipe Ramos, нар. 21 квітня 1970, Луанда) — португальський футболіст, що грав на позиції півзахисника. По завершенні ігрової кар'єри — тренер.
Виступав, зокрема, за «Спортінг», а також національну збірну Португалії.

## Клубна кар'єра
Народився 21 квітня 1970 року в місті Луанда. Вихованець юнацької команди клубу «Торреенсі». У дорослому футболі дебютував 1988 року виступами за «Торреенсі», в якому провів один сезон, взявши участь у 16 матчах другого дивізіону.
Своєю грою за цю команду привернув увагу представників тренерського штабу столичного клубу «Спортінг», до складу якого приєднався 1989 року. Відіграв за лісабонський клуб наступні сім сезонів своєї ігрової кар'єри. У 1995 році з командою став володарем Кубка  та Суперкубка Португалії.
Згодом з 1996 по 1999 рік грав у складі інших команд португальської Прімейри «Марітіму», «Віторія» (Гімарайнш) та «Шавіш», а в подальшому виступав виключно за нижчолігові клуби «Навал» та «Атлетіку» (Лісабон).
Завершив ігрову кар'єру у команді «Мафра», за яку виступав протягом 2002—2005 років у третьому за рівнем дивізіоні країни.

## Виступи за збірні
1987 року дебютував у складі юнацької збірної Португалії (U-18), загалом на юнацькому рівні взяв участь у 13 іграх. 1989 року у складі команди до 20 років Рамуш виграв молодіжний чемпіонат світу в Саудівській Аравії, зігравши у 5 іграх на турнірі.
Протягом 1989—1991 років залучався до складу молодіжної збірної Португалії. На молодіжному рівні зіграв у 14 офіційних матчах, забив 2 голи.
1992 року дебютував в офіційних матчах у складі національної збірної Португалії. Протягом року провів у її формі 4 матчі.

## Кар'єра тренера
2005 року, завершивши кар'єру гравця, Рамуш залишився у «Мафрі», очоливши тренерський штаб клубу, де пропрацював з 2005 по 2009 рік. Після цього тренував інший нижчоліговий португальський клуб «Реал» (Келуш).
2011 року став головним тренером юнацької збірної Португалії (U-16), яку тренував п'ять років. Згодом очолював тренерський штаб збірних до 18 та до 19 років.

## Титули і досягнення
- Чемпіон світу (U-20): 1989
- Володар Кубка Португалії (1):

«Спортінг»: 1994–95
- Володар Суперкубка Португалії (1):

«Спортінг»: 1995